# ジョン・ホプキンソン
ジョン・ホプキンソン（John Hopkinson、1849年7月27日 – 1898年8月27日）はイギリスの物理学者、電気技術者である。三線式送電システムの特許を1882年に取得した。磁気回路における起磁力の大きさは磁束の大きさに比例するというホプキンソンの法則で知られている。

## 生涯
マンチェスターの機械技術者の13人兄弟の長男に生まれた。マンチェスターのオーエン・カレッジで学んだ。1867年にケンブリッジのトリニティ・カレッジの奨学生となり、1871年に卒業した。この間、ロンドン大学でも学位をえた。アカデミックな分野でキャリアを積むことができたが、工学の分野に進んだ。
父親の工場で働いた後、1872年にSmethwickのChance Brothers and Companyで灯台建築の技術部門のマネージャーとなった。1877年に静電容量の問題に電磁気学のマックスウェルの理論を応用した仕事で王立協会の会員に選ばれた。1878年に発電機の効率の向上させるアイデアを実現するために、ロンドンでコンサルタント・エンジニアとなった。最も重要な業績は1882年に特許を得た三線式送電システムの開発である。直流三線送電システムは直列された電源の両端と、直列された負荷の両端、電源の接続点と負荷の接続点を結んで三線で送電することによって直流の送電損失を低減するものである。
1890年にロンドンのキングズ・カレッジの電気工学の教授となった。1890年に王立協会からロイヤル・メダルを受賞した。1890年と1896年にイギリス電気学会（IEE：Institution of Electrical Engineers、現在のIET）の会長となった。
1898年にスイスのペンニネアルプス山脈で登山中に遭難し、子供たちとともに死亡した。